# Giesenbacher Quellmoor
Giesenbacher Quellmoor este o arie protejată (arie specială de conservare — SAC, sit de importanță comunitară — SCI) din Germania întinsă pe o suprafață de 7,72 ha, integral pe uscat.

## Localizare
Centrul sitului Giesenbacher Quellmoor este situat la coordonatele 48°23′16″N 11°37′27″E / 48.3878°N 11.6242°E.

## Înființare
Situl Giesenbacher Quellmoor a fost declarat sit de importanță comunitară în martie 2001 pentru a proteja un număr necunoscut de specii din flora spontană și fauna sălbatică aflate în arealul zonei. Situl a fost protejat și ca arie specială de conservare în aprilie 2016.

## Biodiversitate
Situată în ecoregiunea continentală, aria protejată conține 2 habitate naturale: Pajiști cu Molinia pe soluri calcaroase, turboase sau argilos-nămoloase (Molinion caeruleae), Mlaștini alcaline.
La baza desemnării sitului se află un număr nedeclarat de specii protejate.